# Eupithecia okadai
Eupithecia okadai är en fjärilsart som beskrevs av Inoue 1958. Eupithecia okadai ingår i släktet Eupithecia och familjen mätare. Inga underarter finns listade i Catalogue of Life.